# Josefina de Vasconcellos
Josefina Alys Hermes de Vasconcellos (26 de outubro de 1904 – 20 de julho de 2005) foi uma escultora britânica que realizou trabalhos em bronze, pedra, madeira, chumbo e acrílico. Seus trabalhos mais famosos incluem as esculturas Reconciliação (Catedral de Coventry e Universidade de Bradford); Sagrada Família (Catedral de Liverpool e Catedral de Gloucester); Maria e o Menino (Catedral de São Paulo em Londres) e Natividade em St Martin-in-the-Fields. Ela nasceu em nasceu em Surrey, sendo filha única do diplomata brasileiro Hippolyto de Vasconcelos Pederneiras e da inglesa Freda Coleman, de religião quaker.
Depois de aulas de desenho na Bournemouth Art School, Josefina estudou na Regent Street Polytechnic em Londres e, após a atribuição da Medalha de Bronze pelo Design em Escultura em 1923, estudou em Florença com Guido Calore e Libero Andreotti antes de se matricular na Académie de la Grande Chaumière em Paris, onde foi ensinada por Antoine Bourdelle, um dos assistentes de Auguste Rodin.
Durante a II Guerra Mundial, ela começou a trabalhar em uma série de grandes esculturas, incluindo The Last Chimera, que agora está no Canongate Kirk em Edimburgo, e The Hand, um memorial em ardósia verde para um amigo morto na guerra que agora serve como um memorial de guerra para a St Bees School em Cumbria. Após a guerra, Josefina e seu marido Delmar Banner estabeleceram um estúdio em Londres, mantendo sua casa em Lake District. Uma exposição conjunta de seu trabalho foi realizada em dezembro de 1946 na Royal Watercolor Society Gallery, na Bond Street, com algumas esculturas maiores, incluindo The Last Chimera exibida em um local bombardeado em Piccadilly. Esta exposição ajudou a estabelecer Josefina de Vasconcellos no mundo da arte britânica.
Em 1977, o departamento de estudos para a paz da Universidade de Bradford encomendou uma escultura que Vasconcellos intitulou Reunião. Após a sua restauração em 1994, foi renomeada como Reconciliação e em 1995, para marcar o 50º aniversário do fim da II Guerra, moldes de bronze desta escultura foram colocados nas ruínas da Catedral de Coventry e no Parque da Paz de Hiroshima, no Japão. Uma cópia adicional está no terreno do prédio do parlamento da Irlanda do Norte em Belfast. Para marcar a inauguração do edifício reconstruído do Reichstag alemão em 1999, outra cópia foi colocado como parte do memorial do Muro de Berlim.
Em 1988, uma doença forçou-a a deixar Little Langdale, e por um tempo ela se estabeleceu em Isel Hall, perto de Cockermouth. Ela conseguiu encontrar uma pequena casa de campo e estúdio em Peggy Hill, Ambleside, e continuou seu trabalho criativo até os 90 anos. Josefina de Vasconcellos morreu às 6h do dia 20 de julho de 2005, poucos meses após seu 100º aniversário, na casa de repouso Orchard Lodge em Blackpool. Ela publicou em seu 99º ano She was Loved: Memories of Beatrix Potter, um relato com cartas da amizade entre ela e Beatrix cultivada ao longo de muitos anos, incluindo uma série de fotografias de suas esculturas e outras ilustrações.